# Eupelmus amillarus
Eupelmus amillarus är en stekelart som beskrevs av Walker 1838. Eupelmus amillarus ingår i släktet Eupelmus och familjen hoppglanssteklar. Inga underarter finns listade i Catalogue of Life.